# Diomède Catroux
Pour les articles homonymes, voir Catroux.
 (janvier 2020).
Si vous disposez d'ouvrages ou d'articles de référence ou si vous connaissez des sites web de qualité traitant du thème abordé ici, merci de compléter l'article en donnant les références utiles à sa vérifiabilité et en les liant à la section « Notes et références ».
Diomède Catroux est un diplomate, résistant et homme politique français, né le 1er mai 1916 à Paris et mort le 8 mars 2008 à Neuilly-sur-Seine,.

## Biographie
Fils d'un expert en art, résistant pendant la Seconde Guerre mondiale, et neveu du général et homme politique Georges Catroux, il suit de brillantes études en droit et entre dans l'administration des affaires étrangères en 1938.
Après avoir participé comme officier aux premiers combats de la Seconde Guerre mondiale, il participe ensuite à la résistance au sein des Forces françaises libres. Condamné à mort en 1943, il gagne Alger où il travaille auprès de Jean Monnet. Il est ensuite envoyé aux États-Unis où il participe à la préparation du débarquement de Normandie.
Son action dans la résistance lui vaudra de nombreuses décorations, dont la légion d'honneur et la croix de guerre.
Il occupe ensuite différentes fonctions dans des cabinets ministériels de la France Libre, ou du gouvernement provisoire : chef de Cabinet de son oncle, le général Catroux, à la fin de l'année 1944, puis de Christian Pineau, ministre du ravitaillement, et enfin conseiller d'André Malraux, d'octobre 1945 à janvier 1946.
Membre de la délégation permanente de la France aux Nations Unies à partir de cette date, il adhère au RPF dès la création de celui-ci, en 1947. Au sein du parti gaulliste, il est chargé des services de presse et de la propagande.
En 1951, il est élu député de Maine-et-Loire, deuxième sur la liste RPF qui obtient 36 % des voix.
À l'Assemblée, il intervient surtout sur les questions internationales, mettant à profit sa formation de diplomate.
Après la dissolution du RPF, il rejoint le groupe des Républicains sociaux et soutient la démarche politique de Mendès France, qui le nomme secrétaire d’État dans son gouvernement.
La liste « Union nationale d'action sociale », mendésiste, en Maine-et-Loire en 1956, sur laquelle il figure en deuxième position, n'obtenant que 9,5 % des voix, il n'est pas réélu député.
Il entame alors une carrière dans le privé, devenant directeur financier de Publicis, sans pour autant interrompre son activité politique.
Soutenant le retour de De Gaulle au pouvoir, en 1958, il est ensuite parachuté dans les Alpes-Maritimes en 1962 afin de faire contrepoids à la droite médeciniste locale, et, contre toute attente, est élu député dans une circonscription niçoise.
Ce sera cependant son dernier mandat politique. N'étant pas réélu en 1967, il n'exerce ensuite plus de responsabilité de premier plan.
Il est aussi membre et président de l'association France-Israël.

## Fonctions
- Secrétaire d’État à l’Air du gouvernement Pierre Mendès France (du 18 juin 1954 au 20 janvier 1955)
- Secrétaire d’État à l’Armement du gouvernement Pierre Mendès France (du 20 janvier au 23 février 1955)

- Député RPF de Maine-et-Loire (1951-1955)
- Député UNR de la deuxième circonscription des Alpes-Maritimes (1962-1967)